# Caenanthura siamensis
Caenanthura siamensis är en kräftdjursart som först beskrevs av Barnard 1925.  Caenanthura siamensis ingår i släktet Caenanthura och familjen Anthuridae. Inga underarter finns listade i Catalogue of Life.